# Aulla
Aulla är en ort och kommun i provinsen Massa-Carrara i regionen Toscana i Italien. Kommunen hade 11 067 invånare (2018).